# Pravdinskij (Oblast' di Mosca)
Pravdinskij (in russo Правдинский?) è una cittadina della Russia europea centrale, situata nell'oblast' di Mosca. Apparteneva amministrativamente al Puškinskij rajon.
Sorge nella parte centrale dell'oblast', 37 chilometri a nordest di Mosca, sulla linea ferroviaria che collega Mosca e Aleksandrov.